# Backhoppning vid olympiska vinterspelen 2014
Backhoppning vid olympiska vinterspelen 2014 hölls i Russkie Gorki hoppkomplex i skidorten Krasnaja Poljana, cirka 60 km från Sotji, Ryssland. Tävlingarna pågick mellan den 8 och 17 februari 2014

## Tävlingsschema
| Dag   | Datum               | Tid   | Gren                  | Fas   |
| ----- | ------------------- | ----- | --------------------- | ----- |
| Dag 1 | Lördag, 8 februari  | 20:30 | Herrarnas normalbacke | Kval  |
| Dag 2 | Söndag, 9 februari  | 22:30 | Herrarnas normalbacke | Final |
| Dag 3 | Tisdag, 11 februari | 22:20 | Damernas normalbacke  | Final |
| Dag 4 | Fredag, 14 februari | 21:30 | Herrarnas stora backe | Kval  |
| Dag 5 | Lördag, 15 februari | 22:30 | Herrarnas stora backe | Final |
| Dag 6 | Måndag, 17 februari | 22:15 | Herrarnas lagtävling  | Final |

## Medaljsammanfattning
Fyra backhoppningstävlingar avgjordes, tre för herrar och en för damer.

  
Damer
| Gren                    | Guld                 | Guld                 | Silver                           | Silver                           | Brons                   | Brons                   |
| ----------------------- | -------------------- | -------------------- | -------------------------------- | -------------------------------- | ----------------------- | ----------------------- |
| Normalbacke Detaljer... | Carina Vogt Tyskland | Carina Vogt Tyskland | Daniela Iraschko-Stolz Österrike | Daniela Iraschko-Stolz Österrike | Coline Mattel Frankrike | Coline Mattel Frankrike |

Herrar
| Gren                    | Guld                                                                 | Guld                                                                 | Silver                                                                             | Silver                                                                             | Brons                                                      | Brons                                                      |
| ----------------------- | -------------------------------------------------------------------- | -------------------------------------------------------------------- | ---------------------------------------------------------------------------------- | ---------------------------------------------------------------------------------- | ---------------------------------------------------------- | ---------------------------------------------------------- |
| Normalbacke Detaljer... | Kamil Stoch Polen                                                    | Kamil Stoch Polen                                                    | Peter Prevc Slovenien                                                              | Peter Prevc Slovenien                                                              | Anders Bardal Norge                                        | Anders Bardal Norge                                        |
| Stor backe Detaljer...  | Kamil Stoch Polen                                                    | Kamil Stoch Polen                                                    | Noriaki Kasai Japan                                                                | Noriaki Kasai Japan                                                                | Peter Prevc Slovenien                                      | Peter Prevc Slovenien                                      |
| Lagtävling Detaljer...  | Tyskland Andreas Wank Marinus Kraus Andreas Wellinger Severin Freund | Tyskland Andreas Wank Marinus Kraus Andreas Wellinger Severin Freund | Österrike Michael Hayböck Thomas Morgenstern Thomas Diethart Gregor Schlierenzauer | Österrike Michael Hayböck Thomas Morgenstern Thomas Diethart Gregor Schlierenzauer | Japan Reruhi Shimizu Taku Takeuchi Daiki Ito Noriaki Kasai | Japan Reruhi Shimizu Taku Takeuchi Daiki Ito Noriaki Kasai |

### Medaljtabell
| Pl. | Nation    | Guld | Silver | Brons | Totalt |
| --- | --------- | ---- | ------ | ----- | ------ |
| 1   | Tyskland  | 2    | 0      | 0     | 2      |
| 1   | Polen     | 2    | 0      | 0     | 2      |
| 3   | Österrike | 0    | 2      | 0     | 2      |
| 4   | Japan     | 0    | 1      | 1     | 2      |
| 4   | Slovenien | 0    | 1      | 1     | 2      |
| 6   | Frankrike | 0    | 0      | 1     | 1      |
| 6   | Norge     | 0    | 0      | 1     | 1      |
|     | Totalt    | 4    | 4      | 4     | 12     |